# تاركانت
تاركانت (بالإنجليزية: TARGANTE)‏ هي جماعة قروية تابعة لإقليم الصويرة ضمن جهة مراكش - تانسيفت - الحوز بالمغرب. بلغ مجموع عدد سكان  تاركانت حسب إحصاءات 2004 حوالي 7870 نسمة يعيشون في 1340 أسرة.

## دواوير الجماعة
العربة